# Медаль Еддінгтона
Медаль Еддінгтона (англ. Eddington Medal) — нагорода Королівського астрономічного товариства, яку присуджують щодва роки за видатні дослідження в галузі теоретичної астрофізики. Названа на честь видатного англійського астрофізика сера Артура Стенлі Еддінгтона.

## Нагороджені
| - 1953: Жорж Леметр - 1955: Гендрік ван де Гулст - 1958: Горес Бебкок - 1959: Джеймс Стенлі Гей - 1960: Роберт Ескорт Аткінсон - 1961: Ганс Бете - 1962: Андре Лальман - 1963: Елан Сендидж та Мартін Шварцшильд - 1964: Герберт Фрідман та Річард Таузі - 1965: Р. Паунд та Ґлен Ребка - 1966: Руперт Вільдт - 1967: Роберт Крісті - 1968: Роберт Генбері Браун та Річард Твісс - 1969: Ентоні Г'юїш - 1970: Хаяші Тюсіро - 1971: Десмонд Кінг-Геле - 1972: Поль Леду - 1975: Стівен Гокінг та Роджер Пенроуз - 1978: Вільям Альфред Фаулер | - 1981: Джим Піблс - 1984: Дональд Лінден-Белл - 1987: Богдан Пачинський - 1990: Ікко Ібен - 1993: Леон Местел - 1996: Алан Гарві Гут - 1999: Роджер Бландфорд - 2002: Дуглас Гауг - 2005: Рудольф Кіппенхан - 2007: Новиков Ігор Дмитрович - 2009: Джим Прінгл - 2011: Жиль Шарбріє - 2013: Джеймс Бінні - 2014: Ендрю Кінг - 2015: Рашид Сюняев - 2016: Тоні Белл - 2017: Кеті Кларк - 2018: Клаудіа Марастон - 2019: Бернард Шульц - 2020: Стівен Балбус - 2021: Хіранья Пейріс - 2022: Alan Heavens |